# Магистрат у Земуну
Магистрат у Земуну се налази на Магистратском тргу бр. 3, представља непокретно културно добро као споменик културе.

## Историјат
Магистрат је у Земуну основан 1751. године, а 1755. добио је прву градску кућу. То је била приземна барокна грађевина са мансардом, која је служила као магистратска зграда до 1832. године, а од тада су у њој становали магистратски чиновници.

Изгорела је у пожару 1867. године. Од 1823. до 1832. године до старе зграде саграђена је по плановима земунског градитеља Јозефа Фелбера нова класицистичка, магистратска зграда. Зграда је зидана од тврдог материјала, са међуспратним сводним барокним конструкцијама у приземљу и архитравним на спрату.

## Опис
Обликована је симетрично, са плитким средишњим ризалитом који се завршава тимпаноном. Има подрум, приземље и спрат. Диспозиција просторија у двотрактној шеми, произашла је из састава и садржаја Магистрата који је био подељен на више службених одељења.
Зграда је 1836. године према плановима које је потписао градски канцелист Крижанић, проширена доградњом на месту некадашње куће Милоша Урошевића. Новоизграђени део изменио је првобитну чистоту класицистичке концепције и поред тога што су доследно поновљени грађевински и обликовни елементи старијег дела зграде.

Земунски Магистрат био је смештен у новој згради до 1871. године, када је она предата на коришћење Суду, који је ту боравио дуги низ година. Од 1997. у згради се налази седиште Српске радикалне странке. Према посебном значају објекта за Земун и према првобитној намени, неопходно је задржати јавни карактер зграде Магистрата и предвидети садржаје културе - Земунске библиотеке, основане 1825. и Земунске галерије...
Зграда Магистрата представља најчистији примерак класицизма у архитектури Старог језгра Земуна и материјално сведочанство развоја земунске општинске управе чији континуитет досеже до 1751. године.